# 多须须鼬鳚
多须须鼬鳚（学名：Brotula multibarbata），或多鬚鼬魚、鼬魚，为蛇鳚科须鼬鳚属的鱼类，俗名多须鼬鱼、多须鼬鲫。分布于九州岛长崎、北达日本千叶县、南达菲律宾、印度尼西亚、新几内亚、印度西侧及红海以及南海等，属于暖水性较大型底层海鱼。该物种的模式产地在日本。

## 扩展阅读
維基物種上的相關：多须须鼬鳚